# 盖钧镒
盖钧镒（1936年6月5日—），江苏无锡人，中国作物遗传育种学家。南京农业大学教授，曾任南京农业大学校长。1957年南京农学院农学专业毕业，1968年南京农学院作物遗传育种在职研究生毕业。2001年当选为中国工程院院士。